# Don Carlos (reggaeartist)
Don Carlos, även känd som Don McCarlos, ursprungligen Euvin Spencer, född 29 juni 1952 i Kingston, Jamaica, är en jamaicansk reggaesångare och kompositör.
Han är född och uppvuxen i västra Kingston i distriktet Waterhouse, varifrån många talangfulla reggaemusiker kommer. Don Carlos blev 1973 medlem i Black Uhuru tillsammans med Garth Dennis och Derrick Simpson. Don Carlos spelade en central roll i inspelningarna av det uppmärksammade albumet Love Crisis, som produceras av Prince Jammy 1977 och som senare återutgivits som The Black Sounds of Freedom. Efter att ha hittat sitt sound som solist släppte han i maj 1981 rootsalbumet Suffering vid Negus Roots.
Han har sedan dess blivit mycket populär på livescenen och har publicerat tolv soloalbum. Några av hans mest kända album är Harvest Time, Day to Day Living, Them Never Know a Natty Dread och Spread Out, senare känt som Laser Beam.
Trots att Don Carlos solotopp pågick under 1980-talets dancehall-mani, fortsätter han med sin roots reggae. 1990 gjorde han återigen en skiva med Black Uhuru. Han uppträder fortfarande över hela världen. I augusti 2009 uppträdde han på Uppsala Reggae Festival.